# 福山市立神辺中学校
福山市立神辺中学校（ふくやましりつ かんなべちゅうがっこう）は広島県福山市神辺町湯野にある公立中学校。

## 沿革
出典：
統合前
- 1947年4月1日 - 新学制発足により深安郡神辺町川北389番地で開校する。当時の学区は神辺町川北及び川南だけであった。
- 1949年4月1日 - 「一村一中学校」制が各地の自治体の財政を圧迫したことに伴い深安郡中条（ちゅうじょう）・道上・湯田各村にあった中学校と統合し、神辺町中条村道上村湯田村学校組合立神辺中学校に改称する。但し、旧中条村立中条中学校は神辺中学校から遠いことから神辺中学校中条分校として存続する。
- 1952年12月27日 - 深安郡中条村が学校組合から脱退したことに伴い神辺町道上村湯田村学校組合立神辺中学校に改称する。神辺中学校中条分校は中条村立中条中学校として独立する。
- 1954年3月31日 - 深安郡神辺町及び竹尋・中条・道上・御野・湯田各村が統合し、改めて深安郡神辺町が発足したことに伴い名称が神辺町立神辺中学校に戻る。

統合後
- 1966年4月1日 - 神辺町立神辺・中条・安那（やすな）各中学校が統合し、新たに神辺町立神辺中学校を発足する。但し、この時は名目上の統合であり、旧神辺町立中条中学校は中条教場として、旧神辺町立安那中学校は安那教場としてそれぞれ存続した。
- 1968年4月1日 - 現在地に校舎が完成し、移転。
- 1980年4月1日 - 生徒増加対策第一弾として神辺町東部を学区とする神辺町立神辺東中学校を分離する。
- 1984年4月1日 - 生徒増加対策第二弾として神辺町西南部を学区とする神辺町立神辺西中学校を分離する。
- 1990年 - 25周年記念式典の挙行。
- 2004年4月1日 - 2学期制の導入。（2006年度まで[3]）
- 2006年3月1日 - 深安郡神辺町が福山市に編入されたことに伴い、福山市立神辺中学校に改称する。

## 概要
校名の由来は深安郡神辺町（当時）にあることから。
福山市神辺町のほぼ中央部、山王山の東南麓に建っている。丘の名称は学校建設当時公募で「旭ヶ丘」と決められた。
沿革にもある通り学区の変遷は激しい。福山市神辺町川北及び川南だけの時代もあれば福山市神辺町全域の時代もあった。現在の学区になったのは2006年4月10日広島県告示第467号により福山市神辺町十九軒屋及び道上の各一部をもって福山市神辺町新十九1・2丁目と福山市神辺町新道上1～4丁目が発足した時である。
現在の学区は神辺地区の西～北部に相当するが、国道182号（国道314号重用）や国道486号の整備や区画整理で市街地化した区域があるかと思えば田園地帯・山岳地帯もあり、変化に富んでいる。

## 校歌
- 作詞：喜多紀世雄、作曲：古関裕而[4]

## 学区
各小学校の学区は以下の通り。
福山市立中条小学校区
- 神辺町西中条
- 神辺町東中条
- 神辺町三谷

福山市立道上小学校区
- 神辺町十三軒屋
- 神辺町新道上（10番1以降）
- 神辺町道上

福山市立湯田小学校区
- 神辺町川北（1050～1133番・1648～1796番）
- 神辺町新湯野
- 神辺町徳田
- 神辺町箱田
- 神辺町湯野

## 学区の地理

### 主要施設
- 福山市神辺診療所（旧：神辺町立病院）
- JR西日本 福塩線
  - 湯田村駅
  - 道上駅
- 井原鉄道井原線湯野駅
- フジグラン神辺
- 福山北警察署 - 2008年開署

### 名所・旧跡・観光地
- 旧山陽道
- 古代山陽道
- 亀山遺跡
- 大宮遺跡
- 要害山 - 広島県立神辺旭高等学校の北側にある山。毛利元就が神辺城を攻略するのに拠ったとされる山城の跡で、山頂には土塁が残る。
- 菅茶山記念館
- 井笠鉄道神辺線跡地 - ほとんどは井原鉄道井原線や区画整理により消滅したが、井原鉄道井原線湯野駅付近などわずかながら遺構が残っている場所がある。
- 福山カントリークラブ
- 堂々公園 - 近くには江戸時代に作られた砂留（砂防ダム）がある。

### 教育機関（小学校以上）
- 福山市立中条小学校
- 福山市立中条小学校三谷分校（過疎化による児童数減少により2003年4月から休校中。施設はそのまま）
- 福山市立道上小学校
- 福山市立湯田小学校
- 広島県立神辺旭高等学校

## アクセス
- 井原鉄道井原線湯野駅より徒歩数分。
- 井笠バスカンパニー神辺診療所前バス停が最寄。

## 卒業生
- 高橋真一郎（サッカー選手）

## 備考
- 1966年の神辺町内の中学校統合は教育の効率化や自治体財政の困窮が理由であるが、当時福山市東南部の海岸に日本鋼管の大規模な製鉄所の建設が進められていたことや福山市が松永市と合併して20万都市の仲間入りを果たしたことを考えるとせめて安那中学校だけは存続させるべきではなかったかという意見がある（そのせいか福山市立神辺東中学校ではHPや記念誌で安那中学校についてもきちんと触れている）。結局深安郡神辺町は中国地方の町村では広島県安芸郡府中町（現存）に次ぐ人口を有する町になった（1988～2006年）。
- 1968年までの神辺中学校の跡地は現在広島県立神辺高等学校の敷地の一部になっている。しかし、現在は広島県立神辺高等学校付近は福山市立神辺西中学校の学区になっており、元々の学校の跡が学区外に存在するという珍しい状況になっている。中条中学校の跡地は日通福山鉄鋼運輸の社宅、安那中学校の跡地は小田商店（福山市内に2箇所店舗を有するスーパーマーケット）の物流センターになっている。
- 現在は福山市立神辺小学校の児童は特別な事情がない限り全員が福山市立神辺西中学校に進学することになっているが、1984年まではこの神辺中学校に進学していた。2006年3月1日以降の福山市域で、福山市立の小学校から同名の福山市立の中学校に進学できない例は他に福山市立東小学校→福山市立東中学校（1974年までは可能だったのだが、福山市立中央中学校が開校したことによりできなくなった）がある。